# Žluťásek řešetlákový
Žluťásek řešetlákový (Gonepteryx rhamni) je v České republice poměrně hojný druh motýla. Křídla samců jsou zbarvena citronově žlutě, křídla samic jsou žlutavě až zelenavě bílá. Může připomínat běláska. Obě pohlaví však mají na spodní straně křídel typickou malou červenofialovou tečku.

Areál rozšíření žluťáska řešetlákového sahá od severozápadní Afriky přes Evropu, včetně jihu Skandinávie a Turecka, až po Mongolsko ve střední Asii. V České republice je rozšířen téměř všude, zvláště hojný je v podhůřích a v lesnatějších krajích nížin a pahorkatin. Preferuje rozhraní lesních a lučních biotopů.
Dožívá se věku 10 až 11 měsíců, což jej řadí k našim nejdéle žijícím motýlům.

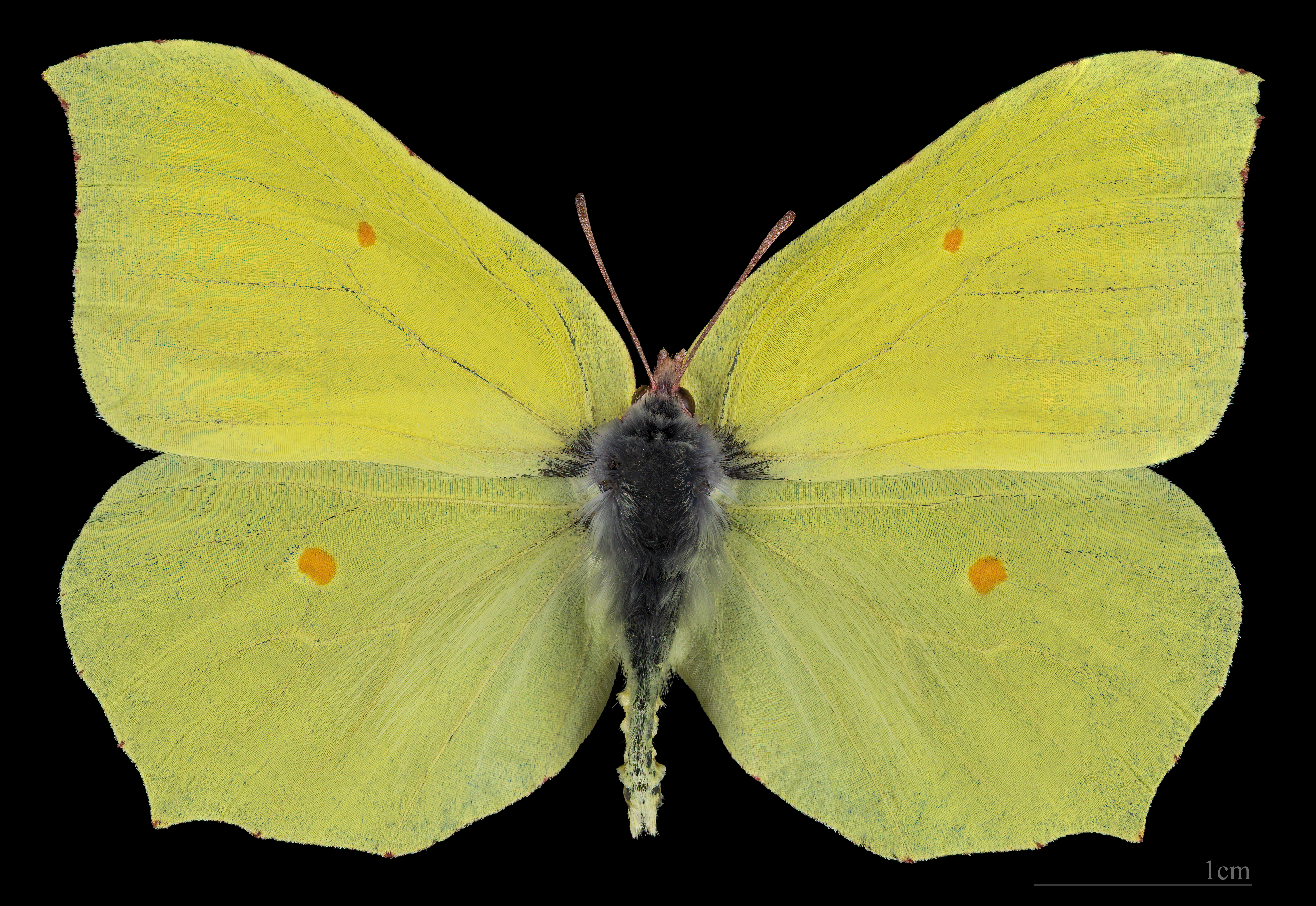
Gonepteryx rhamni ♂
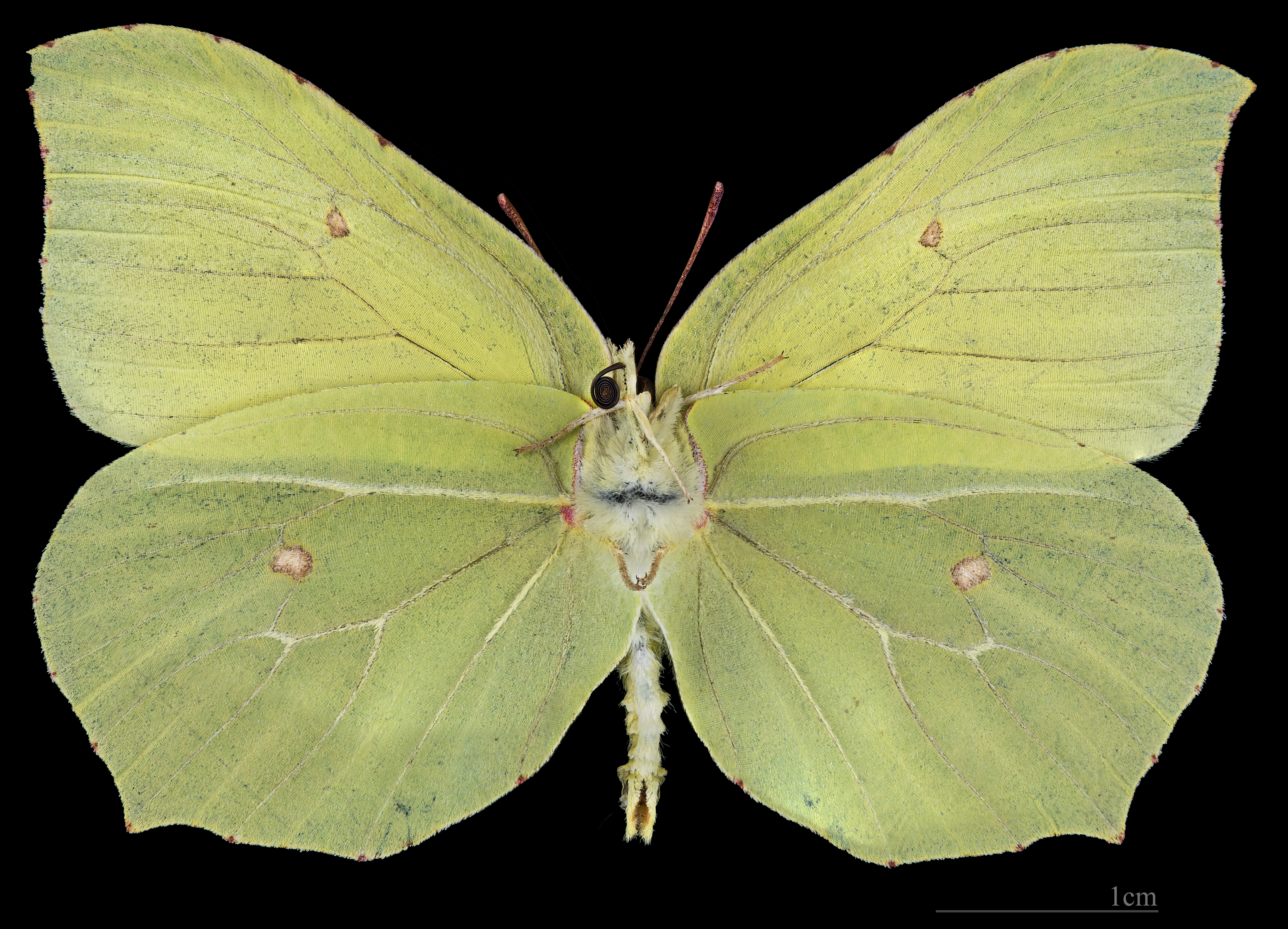
Gonepteryx rhamni ♂  △
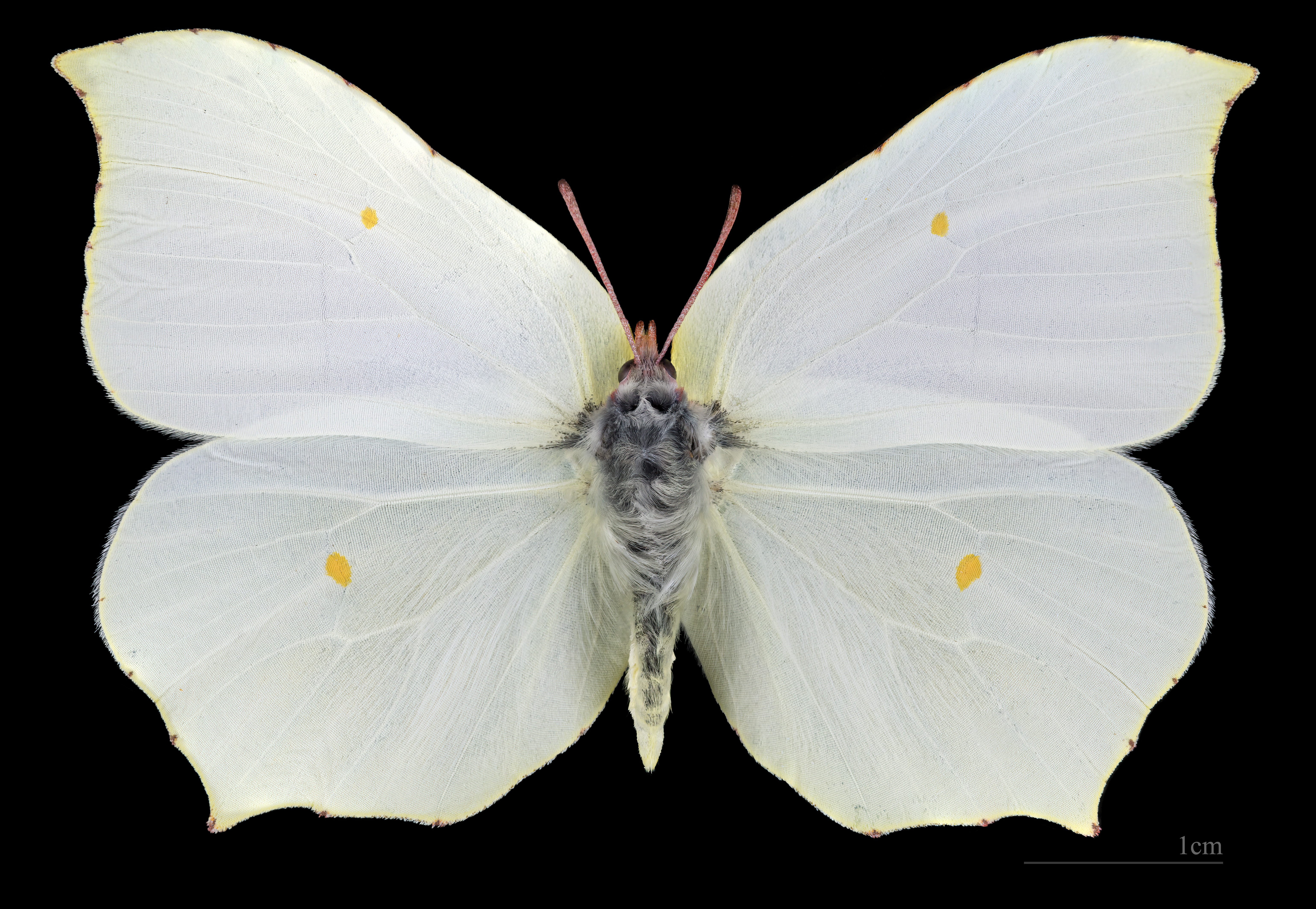
Gonepteryx rhamni ♀
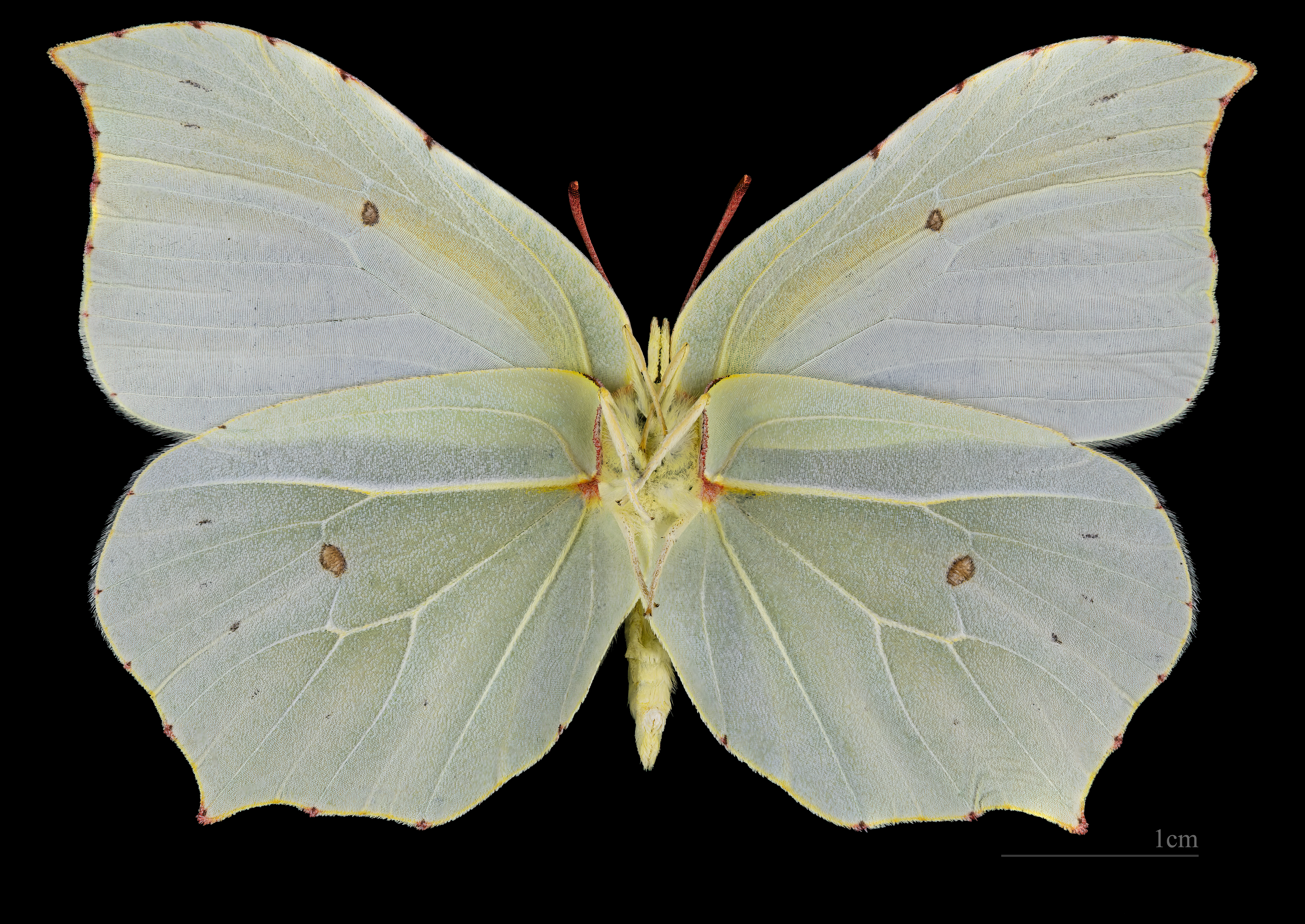
Gonepteryx rhamni ♀ △

Žluťásek řešetlákový není v Česku ohroženým druhem.